# Mile Isaković
Mile Isaković (Šabac, 17 de janeiro de 1958) é um ex-handebolista profissional sérvio, campeão olímpico pela Seleção Iugoslava em 1984. 
Mile Isaković fez parte do elenco medalha de ouro de Los Angeles 1984. Em Olimpíadas jogou 11 partidas anotando 52 gols.

## Títulos
- Jogos Olímpicos:
  - Ouro: 1984